# Visitation of Spirits: The Pyramid Trio Live, 1985
 Visitation of Spirits: The Pyramid Trio Live, 1985 ist ein Jazzalbum des Pyramid Trio, bestehend aus Roy Campbell, William Parker und Zen Matsuura. Die am 21. Februar 1985 im Veranstaltungsort The Joint im Usdan Student Center der Brandeis University in Waltham (Massachusetts) entstandenen Aufnahmen erschienen am 22. September 2023 auf NoBusiness Records.

## Hintergrund
Die Loft-Szene der Lower East Side im New York der 1970er-Jahre habe in den letzten Jahren viel Aufmerksamkeit erhalten, wie beispielsweise in der Studie von Michael C. Heller „Loft Jazz: Improvising New York in the 1970s“ 2017 dargestellt. Die Loft-Szene habe mehrere faszinierende und monumentale musikalische Kooperationen hervorgebracht, nicht zuletzt diese, die die Talente des Trompeters Roy Campbell Jr., des Bassisten William Parker und des Perkussionisten Zen Matsuura vereinte und als The Pyramid Trio bekannt war, notierte Paul Serralheiro.

## Titelliste
- Roy Campbell / William Parker / Zen Matsuura: Visitation of Spirits: The Pyramid Trio Live, 1985  (NoBusiness Records NBCD 162)[2]

1. Charmaine 18:30
2. Imhotep 16:14
3. Vigilance 15:41
4. Brother Yusef 13:21
5. Untitled 9:23

Die Kompositionen stammen von Roy Campbell / William Parker / Zen Matsuura.

## Rezeption

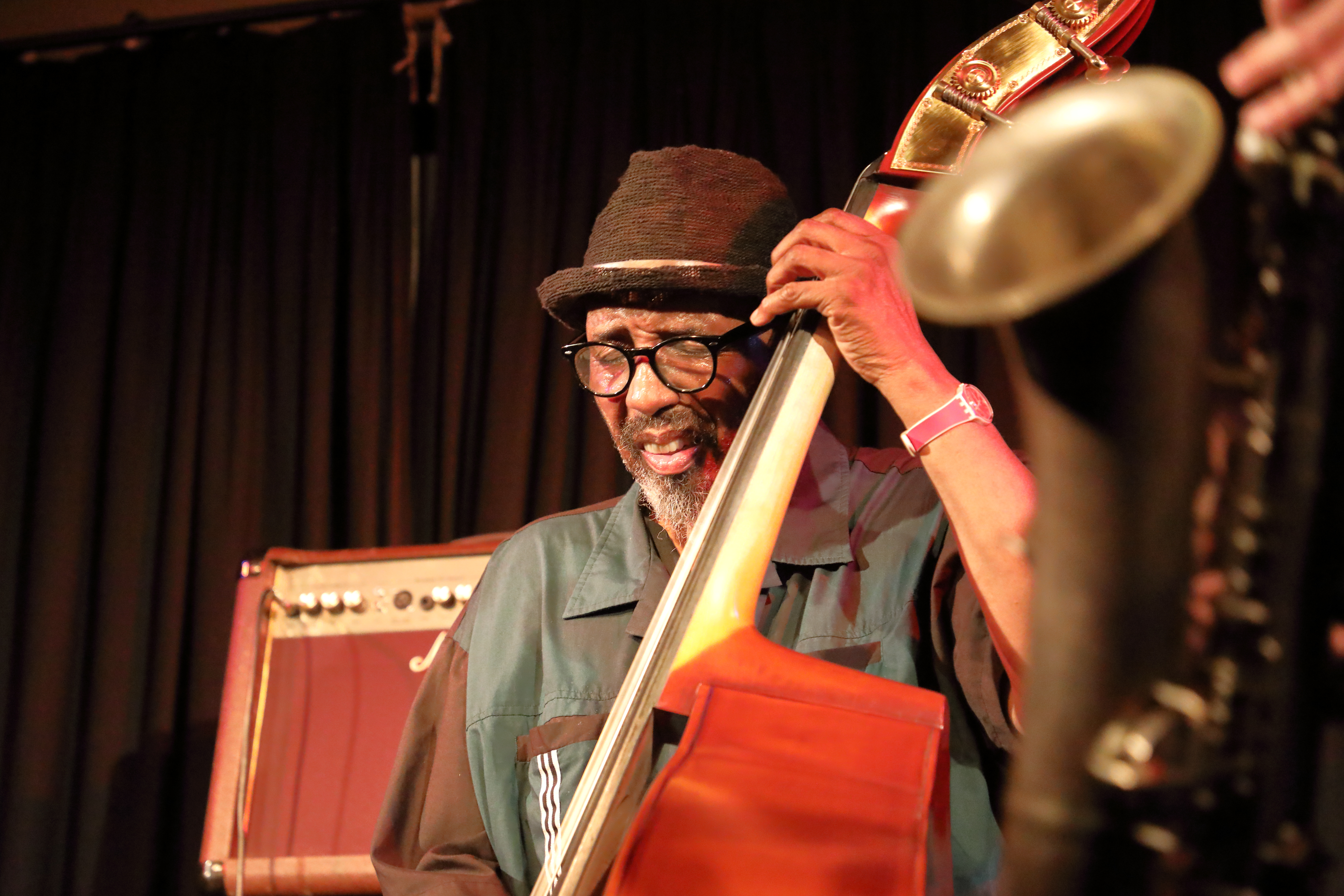
William Parker bei einem Auftritt im Club W71, Weikersheim 2019

Das Pyramid Trio, das für Visitation of Spirits 1985 bei einem Live-Auftritt an der Brandeis University dokumentiert wurde, sei in großartiger Form und spiele erstklassige improvisierte Musik, die sich sowohl aus der Jazztradition als auch aus eigenen Ideen speise, die von anderen Traditionen inspiriert die sich entwickelnde Avantgarde-Ästhetik dieser Zeit bilden, urteilte Paul Serralheiro (Squidco). Diese Veröffentlichung sei zwar nicht das beste Beispiel für eine [perfekte] Tonaufnahme, aber dennoch ein willkommenes Dokument der Ergebnisse der Kreativität dieser Szene. Bemerkenswert sei auch die Inklusivität und Vielfalt der Gemeinschaft, zu der Musiker unterschiedlicher ethnischer Herkunft gehörten, wie Zen Matsuura, der seine Karriere in Japan begann, sich aber bald in New York als aktives Mitglied der dort auftretenden Musikergruppe in den Lofts wiederfand, in denen die kreativen Experimente stattfanden und die einer ganz neuen Welle von Jazzkünstlern den Anstoß gaben, deren Einfluss noch immer spürbar sei. Diese Veröffentlichung ermögliche es, einen Teil dieses bahnbrechenden kreativen Abenteuers noch einmal Revue passieren zu lassen.